# 五フッ化アンチモン
五フッ化アンチモン（ごフッかアンチモン、antimony pentafluoride）は、アンチモンのフッ化物。化学式は SbF5、分子量 216.8。

## 概要
融点 8.3 ℃、沸点 141 ℃ の無色透明の油状の液体で、吸湿性が強い。水と激しく反応してフッ化水素を生じ、ガラスなどを容易に腐食する。人体に対しても非常に有害で危険。
五フッ化アンチモンは強力なルイス酸であり、超酸である。他の酸の酸素に接近して電子を強く引き込み、酸性度を強める効果を持つ。特にフルオロスルホン酸との 1:1 の混合物はマジック酸と呼ばれ、炭化水素などもイオン化する。
{\displaystyle {\ce {SbCl5\ + 5HF -> SbF5\ + 5HCl}}}